# Sint-Martinuskerk (Tielt-Winge)

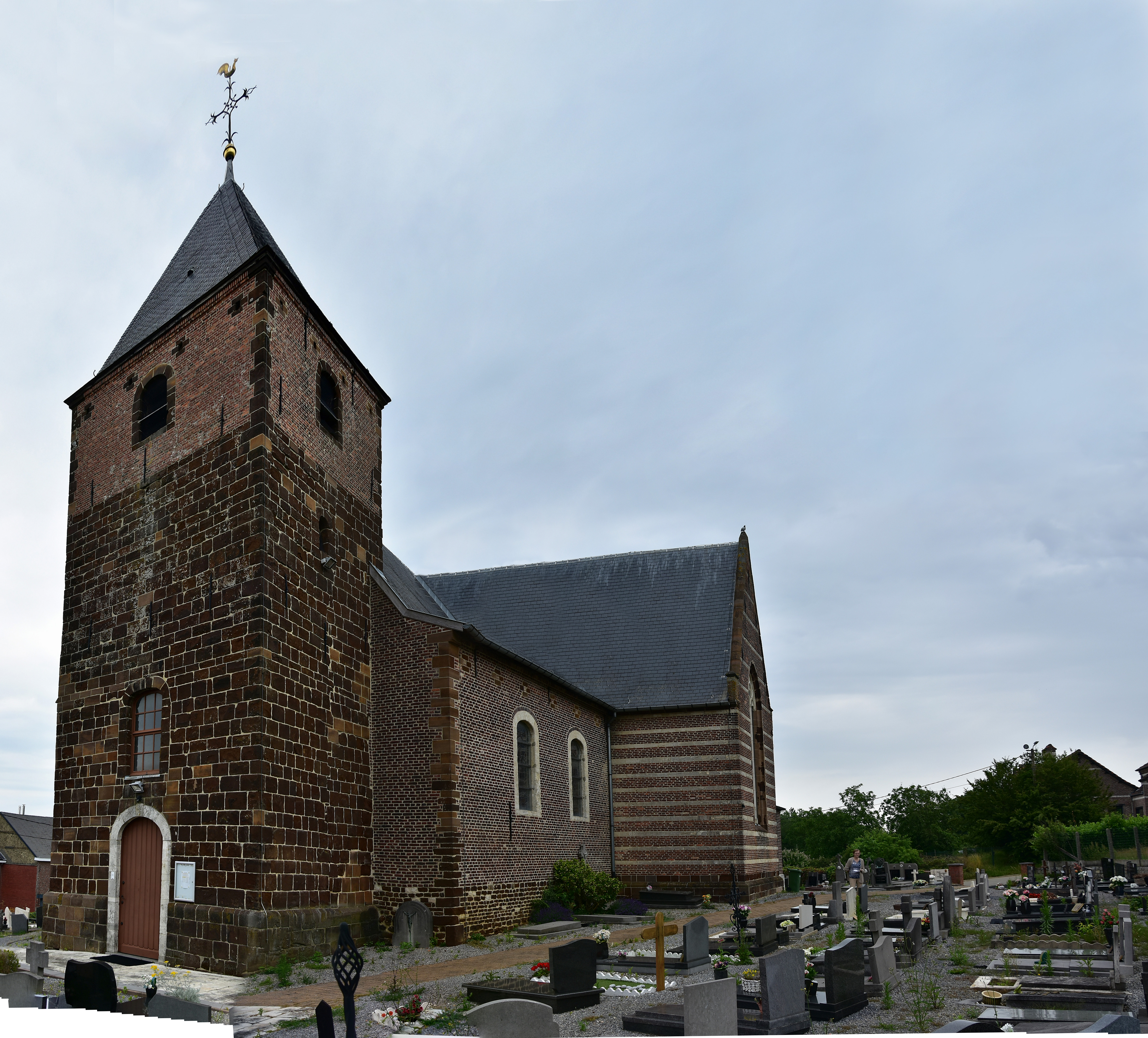
Sint-Martinuskerk

De Sint-Martinuskerk is een kerkgebouw in de tot de Vlaams-Brabantse gemeente Tielt-Winge behorende plaats Optielt, gelegen aan Optielt 3A. De kerk is toegewijd aan Martinus van Tours.
Het is een eenbeukige kerk en werd in verschillende perioden gebouwd. Het transept is uit de 16e eeuw; het koor is van omstreeks 1600. De toren uit ijzerzandsteen en het schip dat op een 15e-eeuwse fundering uit ijzerzandsteen staat, dateren van de 18e eeuw. In de kerk staan vele laatgotische beelden uit de 16e eeuw en er staat een orgel van omstreeks 1850. De kerk werd samen met het orgel in 1982 beschermd als monument terwijl de omgeving ervan als dorpsgezicht beschermd werd. De kerk werd omstreeks 2000 gerestaureerd.